# Хрущ белый
Хрущ белый (лат. Polyphylla alba) — крупный жук из подсемейства Хрущи, семейства Пластинчатоусые.

## Описание
Относительно крупный жук длиной 25—34 мм. Тело крупное, удлинённо-овальное, довольно выпуклое.
Весь верх тела покрыт очень густыми белыми чешуйками, у самца полностью скрывающими основной фон. Грудь в густых длинных желтовато-белых волосках. Брюшко в очень густых белых чешуйках. Ноги у самца стройные, у самки более короткие и толстые, также покрытые чешуйками и волосками. Передние голени снаружи у самца и самки с 3 острыми зубцами, причём средний зубец сильно приближен к вершинному.

## Ареал
Среднеазиатский вид, проникающий в степную зону Европейско-Обской подобласти в пределах — Европейской части России. В Крыму широко распространён (Евпатория, Байдарские ворота, Керчь), так же как и по косам северного берега Азовского моря. Граница ареала в Европейской части от побережья Чёрного и Азовского морей до Кавказа. В Китае и Монголии обитает подвид Polyphylla alba vicaria.

## Биология вида
Обитает на песках, песках речных террас, песчаных дюнах морских побережий и на барханных песках пустынь. Лёт жуков на Черноморском побережье Украины приходится на июль, на территории Европейской и Азиатской части России — с середины июня до конца июля. Взрослые жуки не питаются (афагия) и днём закапываются в пески, активны и летают в сумерках.

## Жизненный цикл
Генерация 3-летняя. Личинка является вредителем многих культур, повреждает на песчаной почве корни плодовых деревьев, виноградной лозы, картофель, землянику.

## Подвиды
В Китае и Монголии обитает подвид Polyphylla alba vicaria. От номинативного подвида отличается несколько более меньшим размером — длина тела до 30 мм. Лёт со второй половины июня, до начала августа.